# Kilroy Team
Il Team Kilroy è un club sportivo di kickboxing di Palermo.

## Origine
Il Team Kilroy viene fondato a Palermo nel 1985, dall'atleta e maestro di kickboxing Tony Cardella, già campione italiano e mondiale di point fight.
La costante attività agonistica svolta in seno alle federazioni nazionali ed internazionali sin dal 1985, ha consentito al Team di potersi fregiare di numerosi titoli e riconoscimenti sia "a squadra" (Campioni d'Italia 1987, 1988, 1990 e 1992) che individuali. Tra di essi, numerosi titoli mondiali individuali.

## Il palmarès "mondiale" del Team
Gianpaolo Calajò – Inizia a praticare col Kilroy Team verso la fine degli anni 80 e già nel 1989 ottiene la prima importante affermazione agonistica vincendo la “Coppa Europa” WAKO. 
Le numerose affermazioni ottenute in campo nazionale lo portano a far parte, nel 1999, alla “spedizione” Italiana a Lisbona, dove si laurea Campione del Mondo WAKO, nella specialità del semi-contact.
Nel 2005, lascia il Team Kilroy per fondare l'Aikya Team.
Gregorio Di Leo "GRILLO" – Inizia a praticare col Kilroy Team alla fine degli anni 90. Facendosi notare in campo nazionale, guadagna la convocazione ai mondiali WAKO di Parigi del 2003 dove si laurea Campione del Mondo. Nel 2004 vince a Maribor anche il titolo Europeo WAKO.
Segue, nel 2005, il M° Calajò nell'Aikya Team. 
Si conferma campione del mondo WAKO per altre 3 edizioni consecutive (2005 Segez – 2007 Coimbra – 2009 Lignano) e Campione d'Europa nel 2006 a Lisbona.
Piero Battaglia – Inizia a praticare Karate nel 1979. Nel 1996 si avvicina alla Kick Boxing ed entra nel Kilroy Team. Pur affermandosi nel point fight, predilige il combattimento continuato e nel 1999, a Perugia, si laurea Campione del Mondo nella specialità del Light Sanda.
Bissa il successo nel 2004 a Barcellona, vincendo il titolo Mondiale nel "light contact".
Tony Cardella – Inizia a praticare nel 1979 sotto la guida del M° Pino DI PACE nel team “THE WARRIORS”. Vince, dal 1982 al 1984, tre edizioni consecutive della “Coppa Europa” WAKO.
Nel 1985 fonda il KILROY TEAM.
Nel 2000 e nel 2010 si laurea Campione del Mondo per la W.U.M.A. ripetendosi poi, nel 2012 e nel 2013, per la W.M.K.F.
Fabrizio Paterna - Inizia a praticare nel 1991 sotto la guida del M° Tony Cardella nel team KILROY, vince nel 1996 e 1997 il titolo italiano, la coppa Italia WAKO ed il bronzo alla coppa del mondo aggiudicandosi nello stesso anno la selezione negli azzurrabili nella specialità del semi-contact. Nel 2016 si laurea Campione del Mondo per la W.U.M.A..
Piero Nolasco – Inizia a praticare alla fine degli anni 90 con il M° Francesco Canalella del Kilroy Team. Tra le sue vittorie spiccano: il titolo Mondiali WUMA del 2006 a Malta; ben due titoli Mondiali nel 2008 in Grecia (cat.-90 e +90). Nel 2010 vince prima a marzo il titolo mondiale WUMA PRO ed in seguito, a novembre dello stesso anno ancora due titoli in due diverse categorie (-90 kg e +90 kg). Vince ancora, nel 2012, il titolo W.M.K.F. nella cat. +90 kg
Francesco Nolasco - Figlio e "discepolo" di Piero Nolasco, vince giovanissimo (otto anni) nel 2008 in Grecia il titolo Mondiale nella categoria "speranze" -1,35 e bissa il successo nel 2010 in Italia nella categoria -1,45
Alessandro Nania – Inizia a praticare alla fine del 2005 col M° Piero Battaglia del Kilroy Team. Mette subito in mostra ottime doti di figther che lo portano a vincere, nel 2009 a Massa Carrara, ben due titoli Mondiali WTKA (nel Light e nella Kick Light).
Michele Marin e Marco D'Acquisto - Allievi del Maestro Nolasco, conquistano nel 2010 in Italia il titolo di Campione del Mondo WUMA rispettivamente nelle categorie -1,25 e -1,35 (specialità Point Fight).
Giuseppe Buttacavoli e Giovanni Arduino - Allenati dal Maestro Santangelo, conquistano nel 2010, nella specialità del Light Contact, il titolo nelle categorie -1,45 e -1,55
Andrea Nocera - Allievo del Maestro Francesco Canalella. Dopo una sosta dovuta ad un grave infortunio, riprende ad allenarsi con tenacia ed entusiasmo seguito dal Maestro Marco Russo. Conquista il titolo WUMA (specialità Point Fight) nel 2010.
Andrea Santangelo - Allievo del Maestro Piero Battaglia. Oggi fa parte anche lui del gruppo dei maestri del KILROY TEAM
Una buona esperienza da fighter lo ha portato a conquistare, nel 2010 in Italia, il titolo di campione del mondo nella categoria -65 kg Light Contact.
Mirko Mazzola - Inizia a praticare nel 2008 con il Maestro Cardella. Dopo aver maturato una discreta esperienza nel point fight, decide di passare alle specialità "continuative". Sotto la guida del Maestro Battaglia, vince nel 2010 il titolo nella specialità Kick Light.
Alessandro e Valerio Vella - I due fratelli, allenati dal Maestro Cardella iniziano a praticare in tempi diversi ma sono accomunati da un'ottima tecnica. Vincono nel 2010 il titolo di campione del mondo rispettivamente nelle categorie -70 e -75 specialità Light Contact.
Alessandro si ripeterà anche nel 2012 nella W.M.K.F.
Verdiana Geraci - Allenata dal Maestro Battaglia, è la prima donna del team a laurearsi Campionessa del Mondo nel 2010 (categoria -65 kg, specialità Kick Light)
Danj Hopps - Allievo del Maestro Cardella, ha maturato una lunga esperienza sia nel point che nel light. Nel 2010, in Italia, si laurea Campione del Mondo nella categoria +90 kg Light Contact